# Stéphane Richard

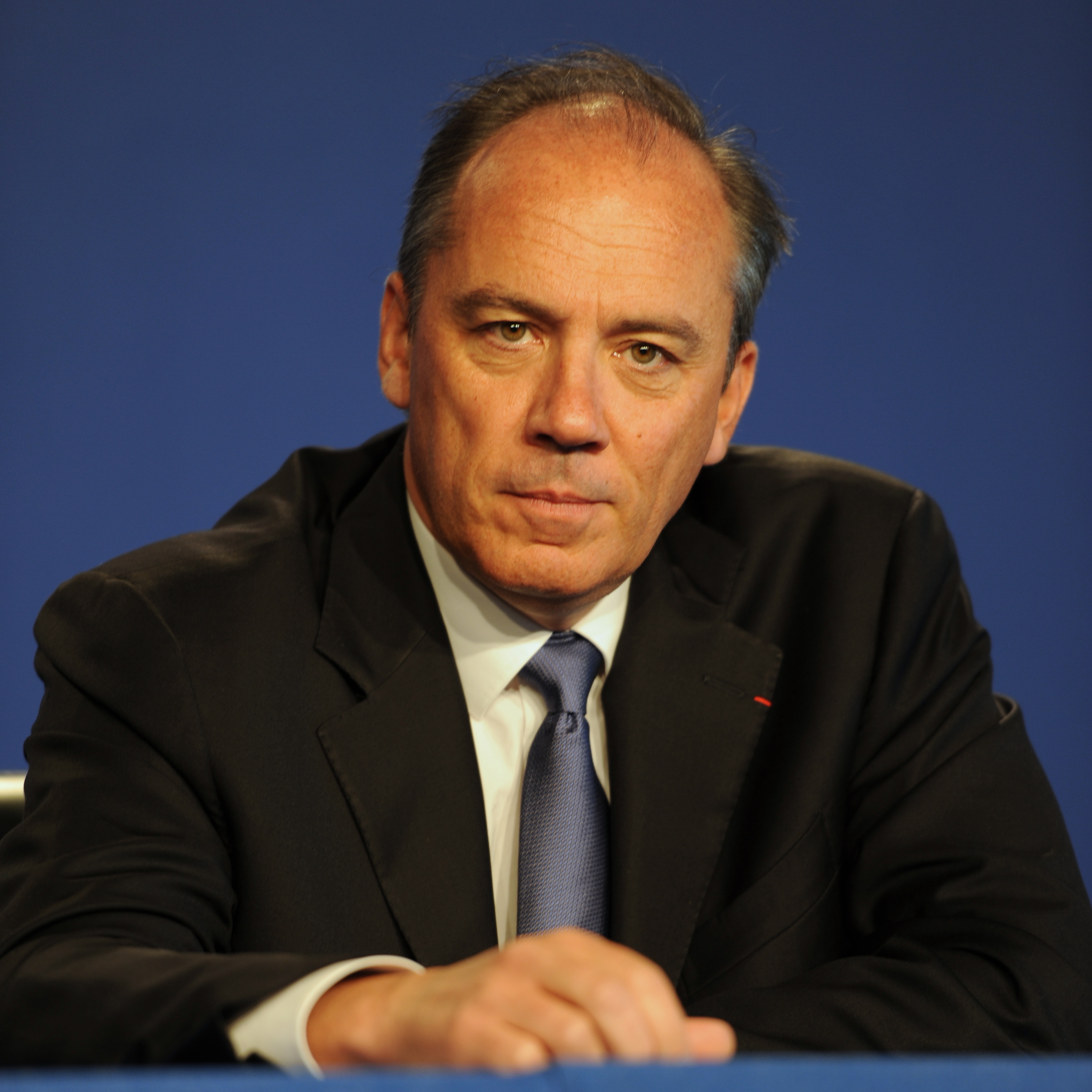
Stéphane Richard (2011)

Stéphane Richard (* 24. August 1961 in Caudéran, heute zu Bordeaux) ist ein französischer Manager und ehemaliger Ministerialbeamter. Er war von 2011 bis 2022 Präsident und Generaldirektor des Telekommunikationsunternehmens Orange.

## Leben
Richard studierte an zwei Elitehochschulen, der École des hautes études commerciales de Paris (HEC) und der ENA (Abschlussjahrgang 1987). Anschließend trat er als Inspecteur des Finances (höherer Beamter der Finanzverwaltung) in den französischen Staatsdienst. Er arbeitete ab 1991 im Stab des beigeordneten Ministers für Industrie und Außenhandel Dominique Strauss-Kahn. 
Im Jahr darauf wechselte er als Stellvertreter des Finanzvorstands zur Compagnie générale des eaux (CGE), die trotz des Namens bereits ein Mischkonzern war und aus der später Vivendi hervorging. Er leitete deren Immobilientöchter Maisons Phénix und Compagnie générale d'immobilier et de services (CGIS, Vorläuferin von Nexity). Nach Abtrennung der Sparten Wasser/Abwasser, Abfallentsorgung, Energieversorgung und Verkehr von Vivendi unter dem Namen Veolia war Richard von 2003 bis 2007 stellvertretender Generaldirektor dieses Unternehmens. 
Von 2007 bis 2009 war er Leiter des Ministerbüros (Directeur de Cabinet) im französischen Wirtschafts- und Finanzministerium unter den Ministern Jean-Louis Borloo und Christine Lagarde.
Im September 2009 wurde er Direktor für Internationales beim teilstaatlichen Unternehmen France Télécom, bereits einen Monat später wurde er dort Generaldirektor des Frankreich-Geschäfts. Als Nachfolger von Didier Lombard leitete Richard von 2011 bis 2022 als Président-directeur général (PDG) France Télécom, seit 2013 unter dem Namen Orange S.A. Nach einer Verurteilung wegen Veruntreuung öffentlicher Gelder gab Stéphane Richard sein Amt auf. Im April 2022 wurde er durch eine neue Doppelspitze aus Christel Heydemann und Jacques Aschenbroich abgelöst. In der Affäre um den Verkauf von Adidas-Anteilen durch den kürzlich verstorbenen Ex-Eigner Bernard Tapie hatte ein Gericht in Paris Richard am 25. November 2021 zu einem Jahr Haft auf Bewährung verurteilt.
Seine Schwester ist die Politikerin Sylvie Brunet (MoDem).